# Roncus vidali
Roncus vidali es una especie de arácnido del orden Pseudoscorpionida de la familia Neobisiidae.

## Distribución geográfica
Se encuentra en las islas Baleares (España).